# Olympus Has Fallen
Olympus Has Fallen er en amerikansk dramafilm fra 2013 instrueret af Antoine Fuqua. Det er den første i Fallen-filmserien, der blev efterfulgt med London Has Fallen (2016) og Angel Has Fallen (2019).

## Medvirkende
- Gerard Butler som Mike Banning
- Aaron Eckhart som Præsident Benjamin Asher
- Morgan Freeman som Martin Trumbull
- Angela Bassett som Lynne Jacobs
- Dylan McDermott som Agent Forbes
- Melissa Leo som Ruth McMillan
- Rick Yune som Kang
- Ashley Judd som Margaret Asher
- Robert Forster som General Edward Clegg
- Radha Mitchell som Leah